# Pristaulacus fopingi

Pristaulacus fopingi  (лат.) — вид эваноидных наездников из семейства Aulacidae. Юго-Восточная Азия.

## Распространение
Китай (провинция Шэньси, Foping, 900 м).

## Описание
Мелкие перепончатокрылые наездники, длина тела у самцов 12,3 мм, длина переднего крыла 8,8 мм. Основная окраска тела чёрная (ноги светлее, буровато-жёлтые). Усики чёрные с коричневым скапусом, брюшко чёрное (первый тергит буроватый). Затылочный киль развит. Передние крылья без поперечной жилки 2r-m. Претарзальные коготки гребенчатые с несколькими зубцевидными выступами вдоль внутреннего края. Усики длинные 14-члениковые у обоих полов. Формула щупиков 6,4. Грудь с грубой скульптурой. Имеют необычное прикрепление брюшка высоко на проподеуме грудки.

## Систематика
От близких видов Pristaulacus fopingi отличается желтой каёмкой на лбу вокруг основания усиков, прямым задним краем головы.
Вид был впервые описан в 2016 году китайскими энтомологами Х.Ченом (Hua-yan Chen), З.Сю (Zai-fu Xu; South China Agricultural University, Гуанчжоу, Китай) и итальянским гименоптерологом Джузеппе Ф. Турриси (Giuseppe Fabrizio Turrisi; University of Catania, San Gregorio di Catania, Италия).